# Piéla
Piéla è un dipartimento del Burkina Faso classificato come comune, situato nella Provincia di Gnagna, facente parte della Regione dell'Est.
Il dipartimento si compone del capoluogo e di altri 37 villaggi: Badalgou, Banoassi, Bouskomi, Dabesma, Dabilgou, Diabatou, Djoari, Dorongou, Doyana, Gaboassi, Gori, Guimboari, Kalari, Kalembaogo, Kankalsi, Karimama, Kongaye, Korindiaka, Korongou, Kotouri, Kouri, Langnoassi, Margou, Marmiga, Nakodou, Nalongou, Namagdou, Namoungou, Noali, Sorgou, Souroungou, Tangaye, Tiabdou, Tiongo-Lampiadi, Tiongo-Pani, Tiongo-Pori e Tougoudadou.